# 格拉萬德山
46°46′9″N 10°47′58″E / 46.76917°N 10.79944°E

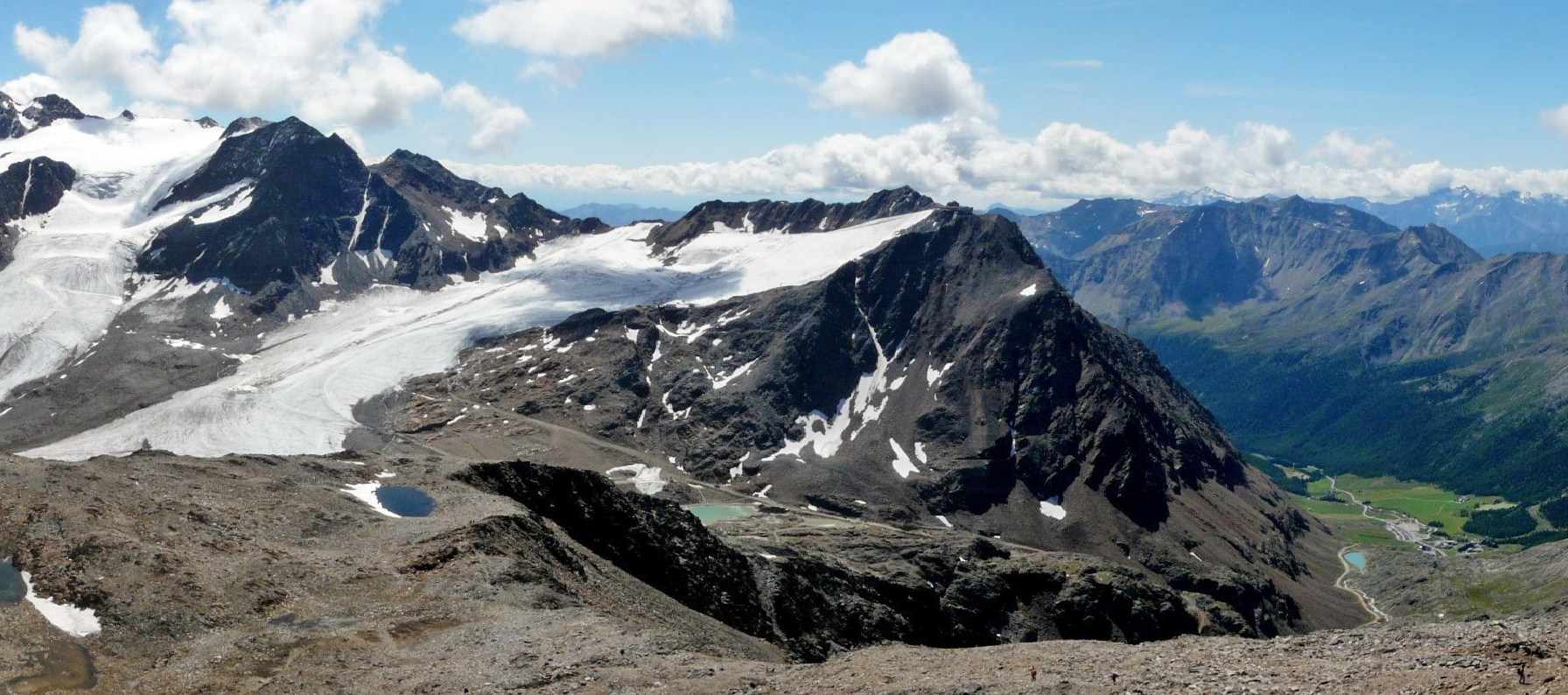

格拉萬德山（義大利語：Grawand），是意大利的山峰，位於該國東北部，由博爾扎諾-南蒂羅爾自治省負責管轄，屬於奧茨塔爾阿爾卑斯山脈的一部分，海拔高度3,251米，人類在1853年首次登頂。